# Fortuna 1975 Lelydorp
Fortuna 1975 Lelydorp é um clube de futebol surinamês sediado em Paramaribo no Suriname.
Disputa o Campeonato Surinamês de Futebol.